# Пелішор (Сату-Маре)
Пелішор (рум. Pelișor) — село у повіті Сату-Маре в Румунії. Входить до складу комуни Лазурі.
Село розташоване на відстані 459 км на північний захід від Бухареста, 12 км на північ від Сату-Маре, 137 км на північний захід від Клуж-Напоки.

## Населення
За даними перепису населення 2002 року у селі проживали 274 особи. Рідною мовою 273 особи (99,6%) назвали угорську.
Національний склад населення села:
| Національність | Кількість осіб | Відсоток |
| -------------- | -------------- | -------- |
| угорці         | 194            | 70,8%    |
| цигани         | 78             | 28,5%    |